# Na lince je vrah
Na lince je vrah (ang. titul: When a Stranger Calls) je americký hororový film z roku 2006, který natočil Simon West. Jde o remake původního filmu When a Stranger Calls z roku 1979.

## Děj
Středoškolská studentka Jill Johnsonová si přivydělává jako chůva. Práci má ráda z několika důvodů — rodiče pryč, děti spí a lednice je plná. Avšak jednou při hlídání ji začne obtěžovat neznámý telefonát, což se změní v její paniku a raději se zamkne, zatáhne závěsy a ujistí se všemožným způsobem, že se do domu nikdo nedostane. Ale zlověstné telefonáty pokračují a Jill se rozhodne kontaktovat policii, která jí po páru dalších telefonátech sdělí, že obtěžující volající se nachází přímo v domě, kde se Jill nachází. Začíná její noční můra.